# Museo Nazionale Alinari della Fotografia

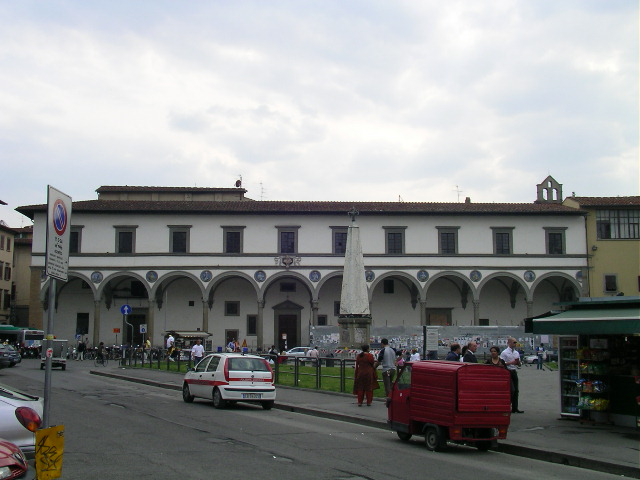
Das Ospedale di San Paolo, Sitz des Museums

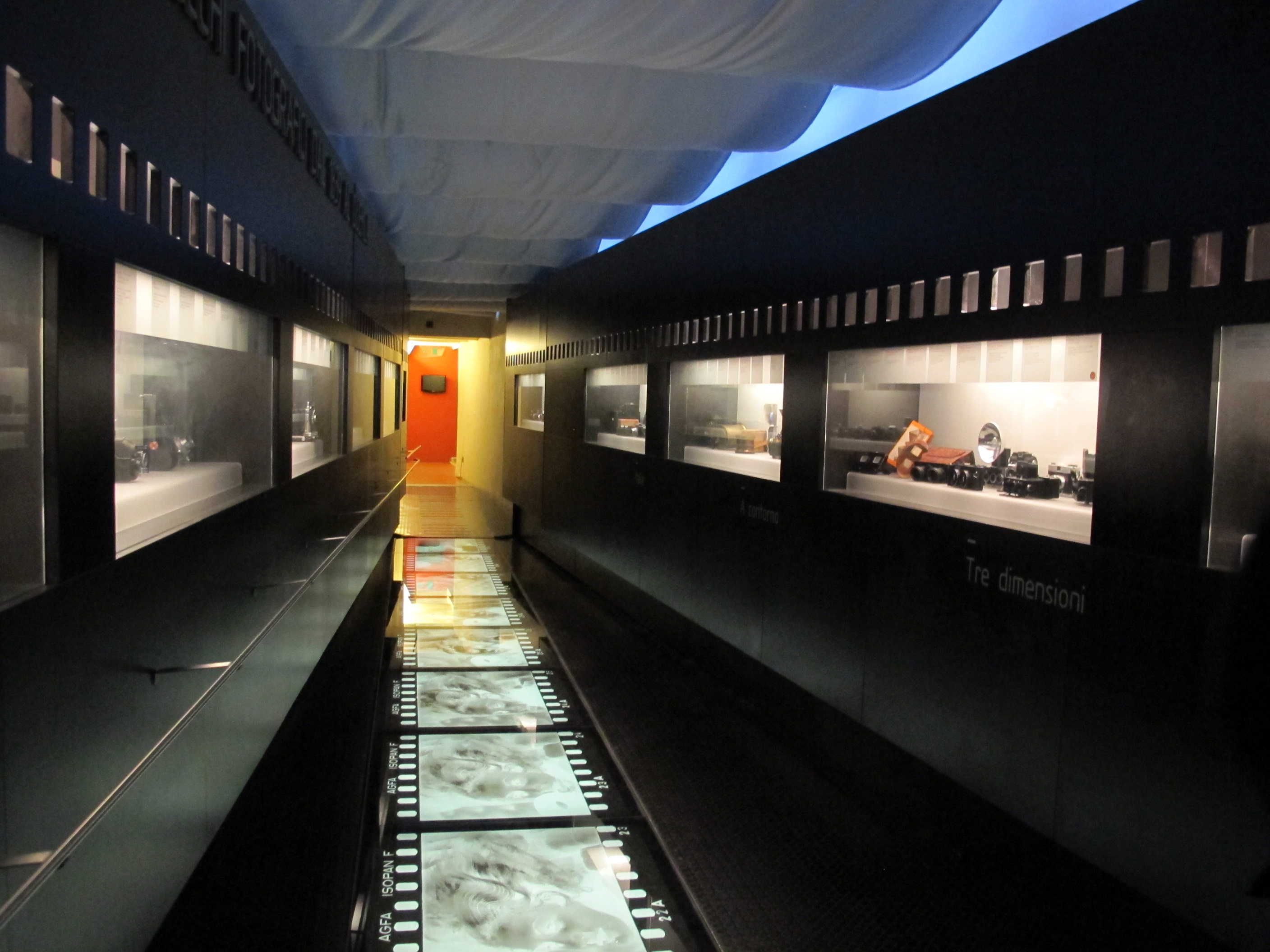
Interior

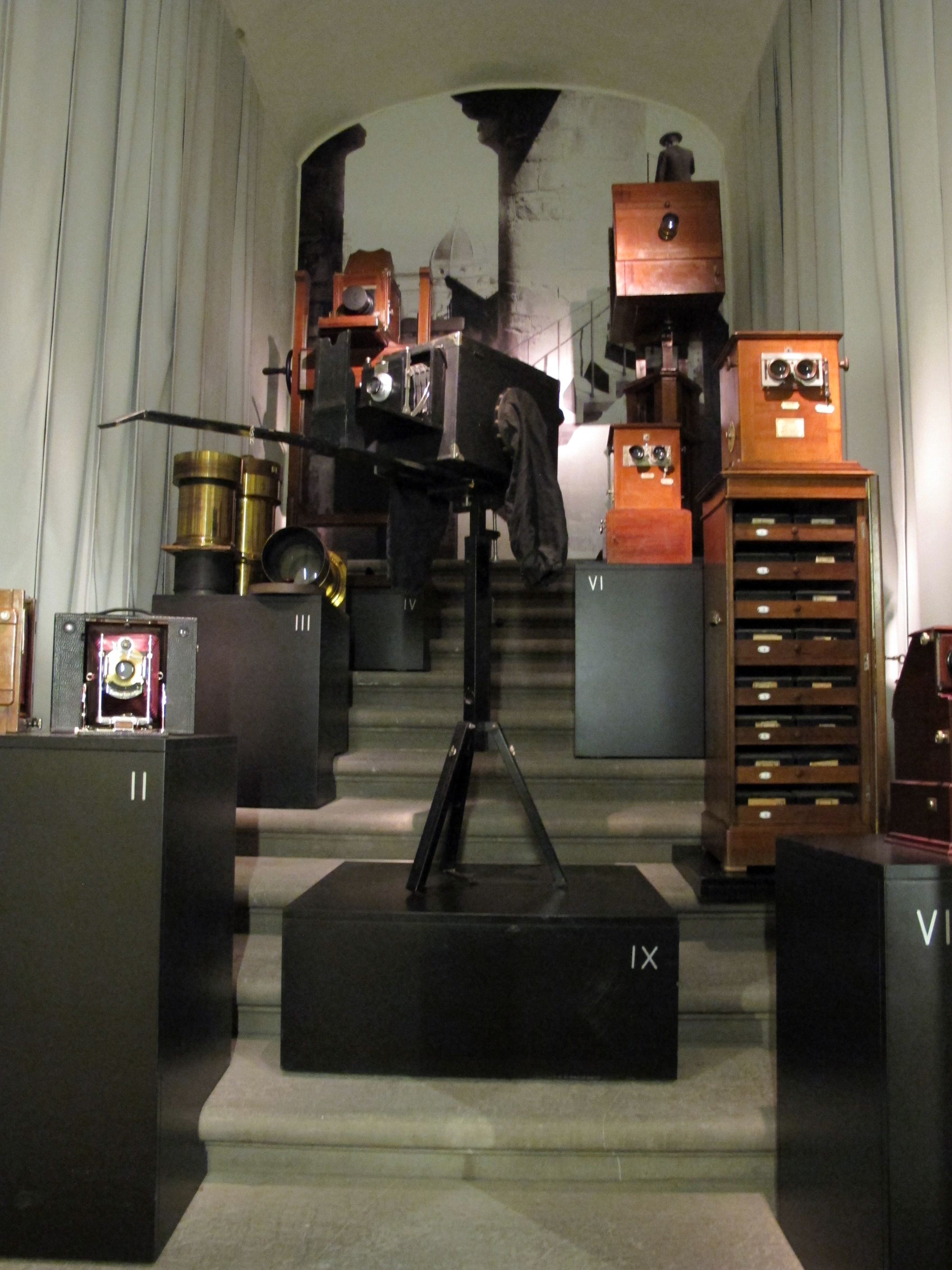
Interior

Das Museo Nazionale Alinari della Fotografia (MNAF), früher Museo della Storia della Fotografia Fratelli Alinari, ist ein Fotografiemuseum in der piazza Santa Maria Novella in Florenz.
Es ist seit dem 1. November 2006  im Ospedale di San Paolo untergebracht, einem ehemaligen Pilgerhospiz, das später auch als Schule diente. Ab 1985 war es im Palazzo Rucellai domiziliert, dann in Räumlichkeiten der Firma Fratelli Alinari. Es ist das erste Museum Italiens, das ausschließlich der Fotografie gewidmet ist. Es gestaltet regelmäßig Sonderausstellungen und verfügt über etwa 350.000 Vintage Prints des XIX. und XX. Jahrhunderts.
Die Sammlung wird beständig durch Ankäufe und Schenkungen bereichert. Sie enthält unter anderem Arbeiten von:
- Vincenzo Balocchi
- Carlo Baravalle
- Felice Beato
- Alphonse Bernoud
- Samuel Bourne
- Bill Brandt
- Roger Fenton
- Frédéric Flacheron
- Wilhelm von Gloeden
- Paul Graham
- Robert McPherson
- Carlo Mollino
- Luciano Morpurgo
- Carlo Naya
- Mario Nunes Vais
- Domenico Riccardo Peretti Griva
- Giuseppe Primoli
- Roberto Rive
- James Robertson
- Giorgio Sommer
- Giuseppe Wulz
- Wanda Wulz

Das Museum  verfügt auch über tausende von Fotoalben, Fotoapparate, Objektive und andere mit der Fotografie sozialgeschichtlich zusammenhängende Objekte.